# Thành phố ngủ gật
Thành phố ngủ gật (tựa tiếng Anh: Drowsy City) là một bộ phim điện ảnh Việt Nam thuộc thể loại tâm lý – giật gân – kinh dị năm 2023 do đạo diễn Lương Đình Dũng sáng tác và thực hiện. Phim có sự tham gia của các diễn viên như Lê Thúy Hiền, Vũ Minh Trí, Tạ Xuân Tuế, Trần Văn Bá và Nguyên Quốc Thành. Trước khi được khởi chiếu chính thức tại Việt Nam vào ngày 13 tháng 10 năm 2023, phim đã được phát hành tại nhiều Liên hoan phim như Liên hoan phim Tallinn Blacknights, Liên hoan phim FNC Duneuvu hay Liên hoan phim quốc tế Kolkata.
Bộ phim được cho là xây dựng ở một thể loại mà hiếm bộ phim Việt Nam nào thực hiện.

## Nội dung
Bộ phim xoay quanh Trần Văn Tảo, một nam thanh niên 26 tuổi làm nghề mổ gà thuê sống một mình ở khu nhà bỏ hoang giữa một thành phố nhộn nhịp, phồn vinh tại Việt Nam. Một hôm nọ, một nhóm côn đồ đã dẫn một cô gái điếm đến khu vực chỗ của Tảo. Việc gặp gỡ nhau thường xuyên đã khiến Tảo có tình cảm với người con gái ấy và không may Tảo đã khiến cho người phụ nữ ấy mang thai. Khi phát hiện, "đồ kiếm cơm" của mình mang thai, nhóm côn đồ đã khó chịu đánh đập cô gái và hành hạ, mua vui Tảo. Từ đây, Tảo đã trở thành con người khác và tìm mọi cách để trả đũa lại nhóm côn đồ.

## Sản xuất
Theo chia sẻ của đạo diễn Dũng, phim sẽ "mang đến câu chuyện về hành trình đi tìm bản ngã con người một cách chân thật và tàn bạo, phản ánh đúng mặt tối của xã hội". Khi phát hành tại Việt Nam, bộ phim đã bị chỉnh sửa và cắt đi phân đoạn kéo dài khoảng 1 phút, so với bản gốc kéo dài 75 phút. Bộ phim được xây dựng theo phong cách "show, don't tell", được kiểu là kể chuyện bằng hình ảnh thay vì sử dụng thoại như các bộ phim thông thường. Trong toàn bộ bộ phim, nhân vật chính là Tảo cũng chỉ có khoảng 4–5 câu thoại. Các diễn viên trong phim cũng đều là những gương mặt mới chưa xuất hiện trong showbiz Việt Nam và được ghi hình tại Mộc Châu, Sơn La; Tràng An, Ninh Bình; Hà Nội; Hải Phòng và thành phố Hồ Chí Minh.
Theo tiết lộ của đơn vị sản xuất, nhà quay phim Thái Lan Chalermpornpanit, nhà quay phim Việt Nam Phạm Văn Khuê và nhạc sĩ Martynas Bialobžeskis đều là giám đốc hình ảnh của bộ phim. Hậu kỳ của Thành phố ngủ gật được thực hiện tại 3 quốc gia là Thái Lan, Hàn Quốc và Việt Nam. Theo chia sẻ của diễn viên Quốc Toàn – người vào vai Tảo có nói về việc ám ảnh mùi gà, thịt gà hay phở gà sau khi quay hình xong. Anh cũng đã phải mất một thời gian để có thể thoát khỏi vai diễn này của bản thân.

## Đón nhận

### Giải thưởng và đề cử
| Năm  | Sự kiện                                     | Hạng mục      | Đề cử cho         | Kết quả | Nguồn |
| ---- | ------------------------------------------- | ------------- | ----------------- | ------- | ----- |
| 2018 | Liên hoan phim quốc tế Black Nights Tallinn | Dự án quốc tế | Thành phố ngủ gật | Đề cử   | [ 5 ] |
| 2019 | International Film Festival of India        | Soul of Asia  | Thành phố ngủ gật | Đề cử   | [ 1 ] |
| 2019 | Liên hoan phim FNC Duneuvu, Canada          | Panorama      | Thành phố ngủ gật | Đề cử   | [ 1 ] |
| 2019 | Liên hoan phim quốc tế Kolkata              | Netpac Award  | Thành phố ngủ gật | Đề cử   | [ 1 ] |